# Viktor
Eric Thompson (nascido em 1980), é um lutador de wrestling profissional canadense, mais conhecido pelo seu ring name Vik. faz dupla com Big Kon conhecida como The Awakening. Ele também trabalhou como APOC para Ohio Valley Wrestling, assim como para WFX Wrestling. Ele também trabalhou para a Stampede Wrestling no Canadá.

## Carreira

### Stampede Wrestling (2001 - 2008)
Thompson começou sua carreira no Hart Dungeon, sob os ensinamentos de Bruce e Ross Hart. Ele também recebeu treinamento de Tokyo Joe. Ele começou a trabalhar para Stampede Wrestling em 2001, como Bishop, que mais tarde seria rebatizado de "Apocalypse", que continuou a trabalhar até 2008. Na Stampede Wrestling, ele venceu o North American Heavyweight Championship. Ele também ganhou o International Tag Team Championship duas vezes com Dave Swift.

### New Japan Pro Wrestling (2003)
Ele fez uma turnê com a New Japan Pro Wrestling como "The Shadow", entre novembro e dezembro de 2003. Em sua luta, ele se juntou com Scott Norton contra Josh Barnett e Hiroyoshi Tenzan. Ele também teve lutas com Manabu Nakanishi e Tenzan. Além disso, ele se juntou com o Norton frequentemente na turnê.

### Derby City Wrestling (2007 - 2008)
Thompson estreou sob o nome Apocalypse pela Derby Wrestling City em uma 30-man battle royal, que foi vencida por Electrico. Apocalypse juntou-se com Al Barone para participar do torneio DCW Tag Team, mas foram derrotados por Damian Adams e Jamin Olivencia na primeira rodada. Apocalypse chegou à final do toirneio DCW Championship, mas foi derrotado por Big Cat. Durante o resto de 2008, Apocalypse formou equipes com Kharn Alexander, Vaughn Lilas e Fang.

### Ohio Valley Wrestling (2008 - 2009)
Em 16 de janeiro de 2008, Thompson estreou seu novo nome Erik Doom e perdeu para Justin LaRouche. Ele continuaria a perder a maioria de suas lutas que é habitual em quase todas as promoções de wrestling. Doom e Kharn Alexander perderam para Los Locos (Ramon e Raul) em uma luta pelo OVW Southern Tag Team Championship. Ele voltou ao seu antigo nome, Apocalypse, antes de ser renomeado para Apoc no final da primavera. Em 21 de maio, Apoc desafiou Nick Dinsmore pelo OVW Heavyweight Championship, mas perdeu. Apoc lutou por vários meses com Vaughn Lilas antes de ganhar o OVW Southern Tag Team Championship de Darriel Kelly e Josh Lowry. A equipe perdeu os títulos para Dirty Money e Scott Cardinal em uma Lucha de Apuesta ($1000 vs. Cinturões). Após a perder, a equipe se dissolveu e os dois começaram a rivalizar pelo OVW Heavyweight Championship. Em fevereiro, Apoc venceu Vaughn e o manteve por dois meses antes de perdê-lo para Vaughn, mais uma vez e reconquistar o campeonato em maio. Ele perdeu o cinturão para Low Rider.

### Canadá (2010)
Enquanto lutou no Canadá, em 2010, Thompson lutou principalmente para a WFX Wrestling e a Prairie Wrestling Alliance. Ele desafiou Jack Sloan pelo PWA Candian Heavyweight Championship duas vezes, mas falhou as duas vezes. Ele formou uma stable com Kevin Thorn e Gangrel e participaram do torneio valendo o WFX Tag Team Championship, mas sairam na primeira rodada. Ele passou a rivalizar com o Randy Myers pelo PWE Mayhem Championship, depois de perder algumas vezes, Thompson derrotou Myers ema luta two out of three falls, e conquistou o cinturão.

### World Wrestling Entertainment (2011 - Presente)

#### Florida Championship Wrestling (2011 - Presente)
Em fevereiro de 2011, Thompson assinou um contrato de desenvolvimento com a WWE e foi designado para FCW sob o ring name Rick Victor. No episódio da FCW TV em 08 de abril, ele se juntou com Paige para derrotar Aiden English e Audrey Marie em uma luta mixed tag team.
Em um evento ao vivo da FCW em 16 de junho de 2012, Victor derrotou Seth Rollins para ganhar o FCW Florida Heavyweight Championship pela primeira vez. Imediatamente depois, ele perdeu o título para Bo Dallas em outra luta. Ele recuperou o título de Dallas em outro evento ao vivo da FCW, em 13 de julho de 2012, conquistando o cinturão pela segunda vez.

#### NXT (2012 - Presente)
Em junho de 2012, Victor estreou no primeiro episódio da sexta temporada da WWE NXT gravado na Full Sail University, onde ele foi derrotado por Bo Dallas.

## No wrestling
- Movimentos de finalização
  - Tiger Bomb (double underhook powerbomb) - 2013;2015 - presente
  - lariat - 2014-presente
  - Canadian Lifter / Psycho Crusher (Running jumping European uppercut)[6][10]-2012

## Títulos e prêmios
- Florida Championship Wrestling
  - FCW Florida Heavyweight Championship (2 vezes)[11]

- Ohio Valley Wrestling
  - OVW Heavyweight Championship (2 vezes)[12]
  - OVW Southern Tag Team Championship (1 vez) – com Vaughn Lilas[13]

- Prairie Wrestling Alliance
  - PWA Mayhem Championship (1 vez)
  - PWA Heavywheight Championship (1 vez)

- Stampede Wrestling
  - Stampede Wrestling International Tag Team Championship (2 vezes) – com Dave Swift (1) e Harry Smith (1)[14]
  - Stampede North American Heavyweight Championship (2 vezes)[15]